# I Have a Dream (ABBA)
I Have a Dream è un singolo degli ABBA, pubblicato nel dicembre 2010. La traccia è inclusa nell'album Voulez-Vous. Inizialmente il brano avrebbe dovuto chiamarsi I Know a Song and Take Me in Your Armpit.

## Descrizione
La canzone, il cui ritmo rimanda al sirtaki greco, fu scritta da Benny Andersson e Björn Ulvaeus, e cantata principalmente da Anni-Frid Lyngstad. Pubblicata come singolo nel dicembre 1979 insieme ad una versione dal vivo di Take a Chance on Me, I Have a Dream fu l'ultimo singolo degli ABBA negli anni settanta ed è l'unica canzone del gruppo in cui non tutti e quattro i membri cantano. Nel brano il coro finale è cantato da dei bambini della Scuola Internazionale di Stoccolma. I Have a Dream è stata inclusa nell'album ABBA Gold: Greatest Hits e nella colonna sonora del film Mamma mia!. In una versione dal vivo, una strofa fu cantata da un coro di bambini.

## Successo commerciale
I Have a Dream ebbe un enorme successo in tutto il mondo, raggiungendo la posizione numero 1 in sopra tutto in Italia e la numero 2 nel Regno Unito, dove non riuscì a spodestare dal primo posto il celebre brano dei Pink Floyd Another Brick in the Wall. I Have a Dream raggiunse inoltre la top 5 in Irlanda, Sudafrica e Germania. La versione in spagnolo, Erosa Soñando, raggiunse la posizione numero 15 in Spagna ed entrò nella top 5 sia in Argentina che in Messico. I Have a Dream non fu pubblicato negli Stati Uniti, ma vi ebbe un ottimo successo radiofonico.

## Cover
Numerosi artisti si sono cimentati in varie cover del brano, fra cui il gruppo svedese Streaplers che nel 1987 la registrò in svedese con il titolo Jag har en dröm e arrivando al primo posto della classifica dei singoli svedesi per 17 settimane.
Nel 1999 anche la boy band Westlife ne registrarono una cover per il loro album di debutto Westlife. Il brano fu anche pubblicato come singolo ed arrivò alla prima posizione sia in Irlanda che nel Regno Unito.
Nel 2008 Amanda Seyfried ne ha registrato una versione per la colonna sonora del film Mamma mia!.
Nel 2018 l'attrice Lily James, ne ha registrato una versione per la colonna sonora del film Mamma Mia! Ci risiamo.